# شگی
شگی (به انگلیسی: Shaggy؛ زادهٔ ۲۲ اکتبر ۱۹۶۸) خوانندۀ اهل جامائیکا است. وی تاکنون دوازده آلبوم استودیویی، هفت آلبوم تلفیقی، هشتاد و هشت تک آهنگ و چهل و هفت موزیک ویدیو منتشر کرده‌است. او بیشتر برای تک‌آهنگ‌های موفقش «اوه کارولینا»، «بومباستیک»، «من نبودم» و «فرشته» شناخته می‌شود. در سال ۲۰۰۱، شگی به همراه ریون و ریکروک در سی امین سالگرد مایکل جکسون، آهنگ‌های "Angel" و "It Wasn't Me" را از Hot Shot اجرا کرد. این آلبوم در جدول بیلبورد ۲۰۰ ایالات متحده و نمودار آلبوم‌های بریتانیا رتبه یک را کسب کرد.
شگی در سال ۲۰۰۸ با آرش در ترانۀ دنیا همکاری کرده‌است.

## زندگی‌نامه
در سال ۱۹۸۷ دوره‌های خوانندگی را گذراند و یک سال بعد زمانی که با دوستان خود در خیابان اجرا می‌کرد، استعدادش کشف شد. بین سال‌های ۱۹۸۸ تا ۱۹۹۱ در سپاه تفنگداران دریایی ایالات متحده آمریکا خدمت کرده‌است.

## آلبوم‌ها
- ۱۹۹۳ Pure Pleasure
- ۱۹۹۴ Original Doberman
- ۱۹۹۵ Boombastic
- ۱۹۹۷ Midnite Lover
- ۲۰۰۰ Hot Shot
- ۲۰۰۲ Hot Shot Ultramix
- ۲۰۰۲ Lucky Day
- ۲۰۰۵ Clothes Drop
- ۲۰۰۷ Intoxication